# Ogród Zoologiczny w Los Angeles
Zoo i Ogrody Botaniczne w Los Angeles – 133-akrowy (54 hektary) ogród zoologiczny założony w 1966 roku, który znajduje się w Los Angeles w stanie Kalifornia. Właścicielem całego zoo, terenów, obiektów oraz zwierząt jest miasto Los Angeles. Opieką nad zwierzętami, utrzymaniem terenu, edukacją, informacją publiczną zajmują się zatrudnieni do tego pracownicy miasta. Od czerwca 2019 roku Denise M. Verret pełni funkcję dyrektora zoo, jest pierwszą Afroamerykanką na tym stanowisku akredytowaną przez Stowarzyszenie Ogrodów Zoologicznych i Akwariów (AZA).

## Historia
Pierwsze zoo (Eastlake Zoo) zostało otwarte w Eastlake Park (w 1917 roku przemianowanym na Lincoln Park) w 1885 roku. Drugie zoo (Griffith Park Zoo) zostało otwarte w 1912 roku i znajdowało się około 3,2 kilometra na południe od miejsca, w którym znajduje się obecne zoo, aż do zamknięcia w sierpniu 1966 roku. Pozostałości pierwotnego zoo istnieją do tej pory. Miejsce obecnego zoo zajmowało Rodger Young Village, którego teren wcześniej został przeznaczony na Griffith Park Aerodome.
W obecnej lokalizacji zoo istnieje od 28 listopada 1966 roku.
Do początku lat 90. XX wieku stan infrastruktury zoo uległ pogorszeniu. W 1992 roku pękła 10-calowa rura, pozostawiając połowę zoo bez dostępu wody. Następnego dnia przedstawiciele władz miasta uchwalili plan o wartości 300 milionów dolarów, który został opracowany w celu rozwiązania problemów związanych z infrastrukturą oraz wybiegami. W 1995 roku z powodu panujących warunków zoo prawie straciło akredytację, jednak odbiło się od dna pod rządami nowego dyrektora.
W 1998 roku zostało otwarte Chimpanzees of the Mahale Mountains, następnie Red Ape RainForest w 2000 roku, Komodo Dragon Exhibit, Winnick Family Children Zoo w 2001 roku, Entry Plaza, Children's Discovery Center i Sea Lion Cliffs (obecnie Sea Life Cliffs) w 2005 roku, Campo Gorilla Reserve w listopadzie 2007 roku, Elephants of Asia zimą 2010 roku, oraz LAIR (Living Amphibians, Invertebrates, and Reptiles) w 2012 roku.
26 czerwca 2012 roku szympansie niemowlę, urodzone przez Gracie – członkinię 15-osobowego plemienia szympansów (jedno z największych plemion szympansów w północnoamerykańskim zoo) zostało śmiertelnie okaleczone przez dorosłego samca szympansa. Władze zoo stwierdziły, że to wydarzenie było całkowicie nieoczekiwane, chociaż stwierdzono również, że akty agresji ze strony samców szympansów (w stosunku do ludzi lub do rywalizującego o terytorium czy samicę samca szympansa) są możliwe – w istocie, było kilka znanych przypadków agresji w ostatnich latach. Gracie pozwolono zatrzymać dziecko na noc, aby mogła w spokoju je opłakiwać. Natomiast odwiedzającym, którzy byli świadkami zdarzenia i pracownikom zaoferowano doradztwo.

### Ucieczki z zoo
Zoo w Los Angeles doświadczyło na przestrzeni lat wielu ucieczek zwierząt. Największa fala ucieczek miała miejsce pod koniec lat 90. XX wieku i na początku XXI wieku, kiedy to w ciągu pół dekady z zoo uciekło co najmniej 35 zwierząt w tym zebry, szympansy, kangury czy antylopy.
Gorylica o imieniu Evelyn uciekła ze swojego wybiegu około pięć razy. W jednym z szeroko komentowanych incydentów użyła pnączy, aby wydostać się z wybiegu. Następnie przez godzinę biegała po zoo, podczas gdy nad głowami latały telewizyjne helikoptery, a zwiedzających w międzyczasie ewakuowano zanim została zabezpieczona. W kolejnym incydencie wskoczyła na grzbiet innego goryla – Jima, który również wcześniej uciekł. Częściowo problem stanowiło to, że wybieg dla goryli był pierwotnie przeznaczony do trzymania niedźwiedzi. Sytuacja została złagodzona przez otwarcie specjalnie zaprojektowanego Campo Gorilla Reserve w 2007 roku.
W 1979 roku wilczyca o imieniu Virginia wielokrotnie uciekała z ogrodu zoologicznego, wspinając się zarówno na drzewa, jak i ogrodzenie, dopóki nie znalazła drogi ucieczki. Jednego razu ukrywała się w Griffith Park przez miesiąc. Nie wiadomo, czy Virginia została kiedykolwiek schwytana.
W 2014 roku owca kanadyjska uciekła ze swojego wybiegu, a następnie z samego zoo. Około 3 godziny później została śmiertelnie potrącona przez samochód.

## Wybiegi i atrakcje

### Botanical Gardens
W 2002 roku zoo stało się certyfikowanym ogrodem botanicznym, a oficjalna nazwa instytucji została zmieniona na Los Angeles Zoo i Ogrody Botaniczne. Na terenie zoo znajduje się 15 różnych kolekcji, w których prezentowanych jest ponad 800 gatunków roślin, w sumie ponad 7400 pojedynczych osobników.

### Chimpanzees of Mahale Mountains
Jest to jednoakrowy (0,4 hektara) kompleks wystawowy, otwarty w 1998 roku, w którym mieszkają szympansy. Ekspozycja na wzgórzu usiana jest głazami, palmami i sztucznym kopcem termitów. Obok wysokiego gzymsu skalnego znajduje się wodospad, z którego przywódca plemienia może obserwować znaczną część okolicy. Goście mogą oglądać zwierzęta przez różne fosy lub przez szklane okno widokowe.

### Campo Gorilla Reserve

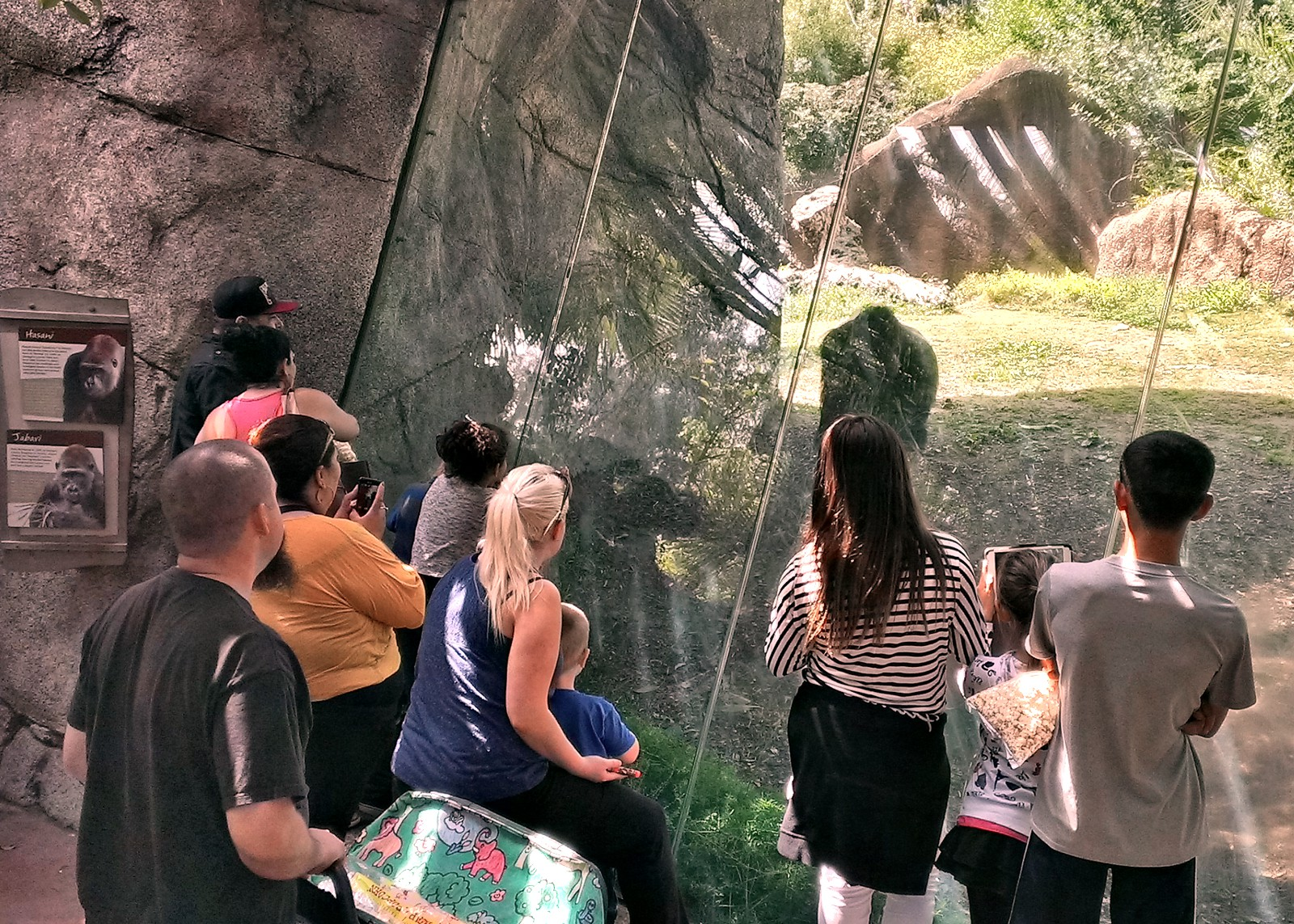
Jedno z kilku miejsc widokowych w Campo Gorilla Reserve

Od 2007 roku kompleks o powierzchni 1,5 akra (0,61 hektara) zamieszkują zachodnie goryle nizinne. Goście mogą oglądać zwierzęta przez dwa szklane okna obserwacyjne i trzy inne miejsca. 18 stycznia 2020 roku w zoo w Los Angeles urodził się zagrożony wyginięciem goryl nizinny – pierwszy, który urodził się tam od ponad dwóch dekad. Na wybiegu rosną palmy, granaty i paprocie.

### Elephants of Asia
Nie należy go mylić z kompleksem słoni w Singapurskim Zoo. Ten wart 42 miliony dolarów kompleks wystawowy w centrum zoo został otwarty w 2010 roku i mieści słonie indyjskie oraz inne zwierzęta z Azji Południowo-Wschodniej. Główny wybieg dla słoni ma powierzchnię 3,8 akrów (1,5 hektara) i posiada stodołę o powierzchni 1500 m² używaną do badań medycznych. Kompleks jest podzielony na kilka obszarów, każdy oparty na znaczeniu zwierząt w innym kraju. Pawilon Tajski uczy zwiedzających o roli pracy słoni w gospodarce Tajlandii. Goście mogą znaleźć informacje na temat ochrony słoni w Indiach w kompleksie Elephants of India Plaza, który ma również wodospad pozwalający zwierzętom na wzięcie kąpieli. Sekcję Elephants of China zamieszkują żurawie indyjskie i jelonkowce błotne, zaznajamia ona gości z historią ludu Dai i jego relacji ze słoniami.

### The LAIR (Living Amphibians, Invertebrates, and Reptiles)
Został otwarty w 2012 roku jako kompleks krytych i otwartych wybiegów o wartości 14 milionów dolarów, który koncentruje się na gadach, płazach i stawonogach lądowych. Goście przechodzą najpierw przez staw Oak Woodland, gdzie lokalne gatunki żyją wśród rodzimych roślin. Następnie goście przechodzą do głównego budynku o powierzchni 560 m², w którym znajduje się wilgotny las z żabami z rodziny drzewołazowatych oraz olbrzymimi salamandrami chińskimi. W budynku została odtworzona również rzeka Daintree Rainforest, w którym żyją toxotes – ryby z rodziny okoniokształtnych, rogozęby australijskie oraz miękkoskórki dwupazurzaste. Grzechotnik protobothrops mangshanensis, zachodnioafrykańska mamba zielona, groźnica niema i pozostałe gatunki węży zamieszkują kolejny segment budynku – Betty's Bite and Squeeze Room, nazwanym tak na cześć Betty White – współprzewodniczącej Stowarzyszenia Zoo w Los Angeles. Goście mogą zobaczyć jak opiekunowie dbają o zwierzęta za kulisami w pokoju Behind the Glass. W pomieszczeniu Care and Conservation Room prezentowany jest Varanus i inne zagrożone gady. Kolejny budynek należący do kompleksu to Arroyo Lagarto, które stanowi zbiór zewnętrznych wybiegów dla żółwia promienistego, pyxis arachnoides, meroles oraz kalifornijskiego żółwia pustynnego. Drugi budynek o powierzchni 190 m² – Desert Lair, jest domem dla helodermy arizońskiej, żaby incilius alvarius, hadrurus arizonensis, lampropeltis i innych gatunków z Meksyku, Arizony i południowej Kalifornii. Kompleks ten kończy się zwiedzaniem sekcji Crocodile Swamp, który jest domem dla krokodyli gawialowych.

### Red Ape Rain Forest

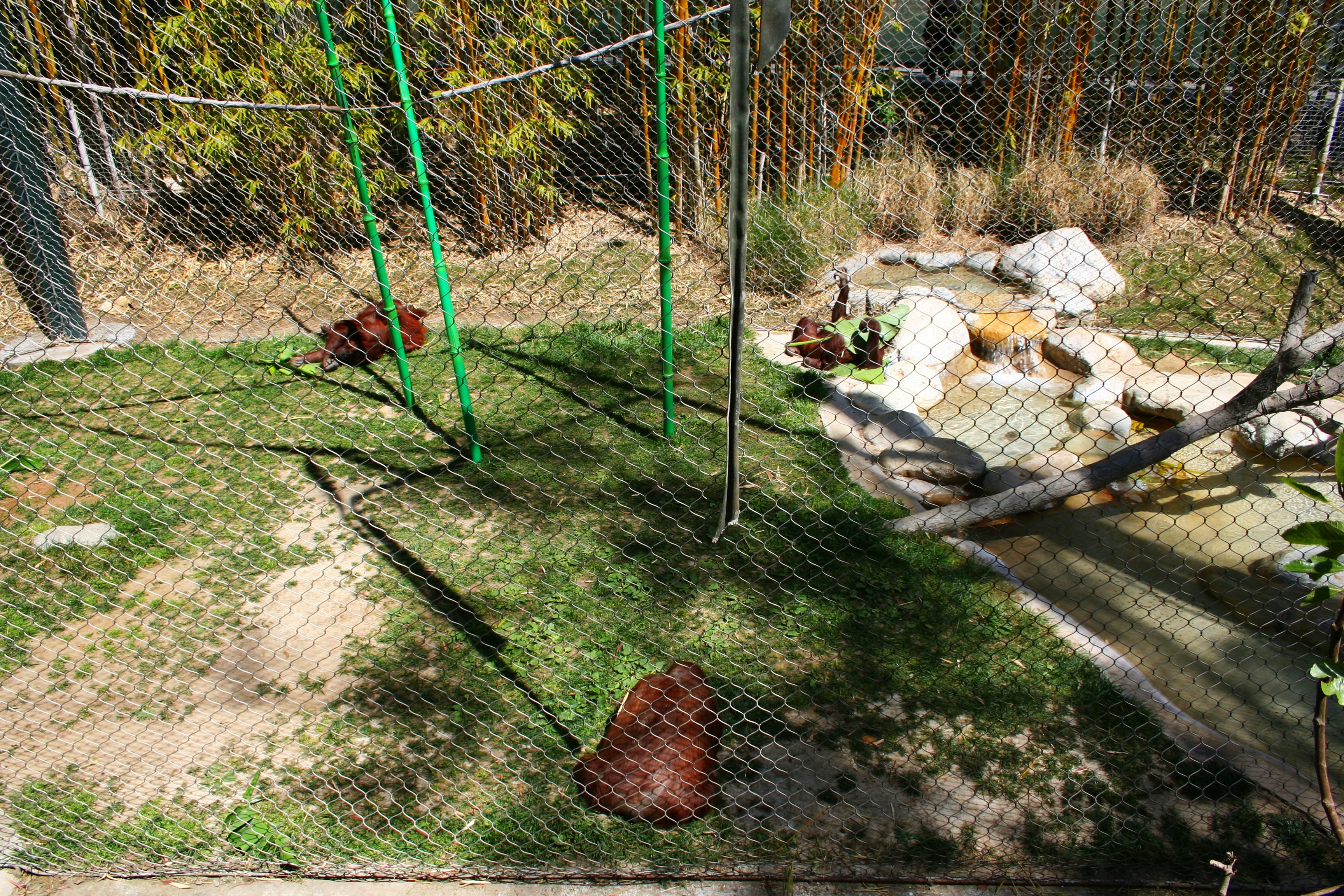
Trzy orangutany borneańskie odpoczywające pośród bambusowych tyczek i potoku

Kompleks przypominający dżunglę w Azji Południowo-Wschodniej został otwarty w 2000 roku i stanowi dom dla orangutanów borneańskich. Wybieg z siatki o powierzchni 560 m², przez który przechodzą ścieżki dla gości, ma kształt poziomego pączka i jest otoczony hibiskusami, bambusami i kauczukowcami brazylijskimi. Małpy mogą wspinać się po kołyszących się słupach, gałęziach i pnączach umieszczonych w całym wybiegu lub brodzić w płytkim strumieniu. Zwiedzający zaczynają zwiedzanie przechodząc przez indonezyjską pagodę, przekraczają strumień po pomoście i dochodzą do małego pawilonu ze szklanym oknem widokowym. Ścieżka prowadzi następnie do dużego centralnego pomostu, z którego goście mogą oglądać cały otaczający wybieg. Następnie przechodzą do strefy informacyjno-wystawowej, która dotyczy tradycyjnego indonezyjskiego folkloru i opuszczają teren wystawy przez kolejną pagodę.

### Rainforest of the Americas
Jest to kompleks w którym żyją zwierzęta typowe dla tropikalnych regionów Ameryki Północnej, Środkowej i Południowej. Został otwarty w 2014 roku i jest domem dla uakari, wyjca czarnego, piranii Natterera, tukana tęczodziobego, harpii wielkiej, ptasznika goliata, ariranii amazońskiej, boa psiogłowego, tamaryny białoczubej, tapira panamskiego, jaguara i innych gatunków.

## Ochrona gatunków zwierząt
Zoo w Los Angeles odniosło sukces w swoim programie hodowlanym kondora kalifornijskiego, przyczyniając się do wzrostu liczby kondorów na świecie z 22 w latach 80. do ponad 430 obecnie. Jest to jeden z niewielu ogrodów zoologicznych na świecie, który posiada tapira górskiego i jest jedynym ogrodem zoologicznym poza Peru i Brazylią, w którym żyje uakari czerwony. Ponadto, zoo w Los Angeles było jednym z pierwszych ogrodów zoologicznych, w którym z powodzeniem hodowano kolczatkowate i gdzie urodził się pierwszy propithecus coquereli poza środowiskiem naturalnym.

## Greater Los Angeles Zoo Association (GLAZA)
Zostało założone w 1963 roku i jest organizacją non-profit stworzoną w celu wspierania zoo w jego misji pielęgnowania dzikich zwierząt i wzbogacania ludzkiej wiedzy. Głównym zadaniem GLAZA jest poszukiwanie i zapewnianie wsparcia finansowego dla programów i projektów kapitałowych zoo. GLAZA zapewnia również wsparcie poprzez członkostwo, organizowanie specjalnych wydarzeń i programów podróży, wydawanie publikacji, koordynowanie jednego z największych programów wolontariatu zoo w kraju, administrowanie umowami dotyczącymi koncesji na usługi dla zwiedzających w zoo oraz wspieranie relacji ze społecznością i zajmuje się public relations.

## Gottlieb Animal Health and Conservation Center
Nazwane na cześć filantropów Roberta i Suzanne Gottlieb, Centrum Zdrowia i Ochrony Zwierząt Gottlieb jest obiektem o powierzchni 3100 m² położonym na obszarze o ograniczonym dostępie w górnej części zoo. Znajduje się tam między innymi nowoczesny oddział intensywnej opieki medycznej, kantyna, sala chirurgiczna z miejscem do obserwacji oraz pomieszczenia badawcze. W 2007 roku placówka zajęła się 853 przypadkami medycznymi. Najmniejszym leczonym pacjentem był żółw pajęczynowy (0,08 kg), a największym słoń indyjski (4826 kg).

## Los Angeles Zoo Magnet Center

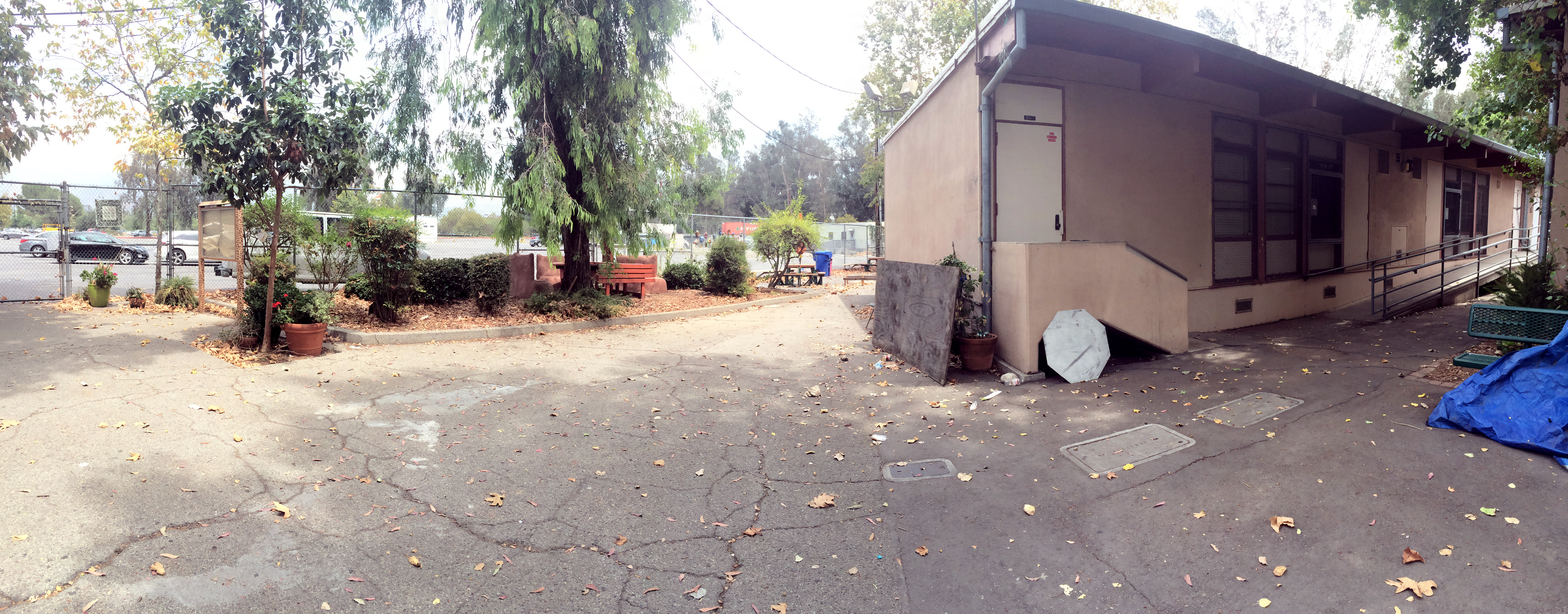
Zoo Magnet Center Campus

North Hollywood High School Zoo Magnet Center znajduje się po drugiej stronie ulicy od Los Angeles Zoo i Ogrodów Botanicznych w Griffith Park. Program został założony w 1981 roku w nadziei na „wizję zapewnienia rasowo, etnicznie, ekonomicznie i geograficznie zróżnicowanej grupie zmotywowanych uczniów wzbogaconego programu nauczania w zakresie nauk zwierzęcych i biologicznych”. Zoo Magnet Center oferuje 300 uczniom szkół średnich w Los Angeles program nauczania przygotowujący do college'u skoncentrowany na studiach nad zwierzętami i naukach biologicznych. Jest ono również prowadzone przez Los Angeles Unified School District.